# Résolution 2016 du Conseil de sécurité des Nations unies
Membres permanents
- Chine
- États-Unis
- France
- Royaume-Uni
- Russie

Membres non permanents
- Afrique du Sud
- Allemagne
- Bosnie-Herzégovine
- Brésil
- Colombie
- Gabon
- Inde
- Liban
- Nigéria
- Portugal

Résolution no 2015 Résolution no 2017
La résolution 2016 du Conseil de sécurité des Nations unies a été adoptée à l'unanimité le 27 octobre 2011. Reconnaissant les « développements positifs » en Libye après la guerre civile libyenne et la mort de Mouammar Kadhafi, la résolution a fixé la date de cessation des dispositions de la résolution 1973 du Conseil de sécurité qui a permis aux États de prendre « toutes les mesures nécessaires » pour protéger les civils et qui a constitué la base juridique de l'intervention militaire d'un certain nombre d'États étrangers. La date de résiliation a été fixée à 23 h 59, heure locale libyenne, le 31 octobre 2011. La zone d'exclusion aérienne créée par la résolution 1973 a également été levée à cette date.
Le ministre des Affaires étrangères du Royaume-Uni, William Hague, a qualifié la résolution de « jalon vers un avenir pacifique et démocratique pour la Libye ». L'ambassadrice des États-Unis auprès des Nations unies, Susan Rice, a déclaré que l'histoire considérerait l'intervention comme « un fier chapitre de l'expérience du Conseil de sécurité ». L'ambassadeur de Russie auprès de l'ONU, Vitaly Churkin, a déclaré « nous attendons du Conseil de l'OTAN qu'il agisse conformément à cette décision ».